# Pincaró
Pincaró és un poble disseminat ubicat a prop de la Muga, al nord de Bassegoda i nord-oest d'Albanyà (administrativament, l'Alt Empordà, però geogràficament Alta Garrotxa). Fins a primers del Segle XIX va ser un ens local independent, però el 1846 va ser agregat al municipi de Bassegoda. Al Segle XX va passar a format part d'Albanyà.
Pincaró és centrat a l'església de Sant Bartomeu, romànica d'una sola nau, a la capçalera de la Muga. El terme comprèn diverses cases de pagès, gairebé totes deshabitades o enrunades: el Colomer, Can Coll de Pincaró, la Figa, el Guilar, el Mira, el molí de la Frau, el molí de la Figa, el molí d'en Fàbrega, i d'altres.
Pincaró va ser unit a Bassegoda el 1846, fruit de la política de reducció del número de municipis. El 1969 va passar a formar part del municipi d'Albanyà juntament amb d'altres termes que van conformar el municipi de Bassegoda entre 1846 i 1969.
El riu és creuat a Pincaró pel camí d'Albanyà a Costoja, que va ser fet servir a l'exili al final de la Guerra Civil Espanyola.